# Atemptats de Bombai de 2008
Els atemptats de Bombai de 2008 van ser 12 atacs amb tirotejos i bombardejos coordinats que van durar quatre dies en diferents punts de Bombai, la ciutat més gran de l'Índia, perpetrats per membres de l'organització Laixkar-e-Toiba. Ajmal Kasab, l'únic atacant que va ser capturat amb vida, més tard va confessar que els atacs es van dur a terme amb el suport de l'ISI de Pakistan. Els atemptats, que van provocar una condemna mundial generalitzada, van començar dimecres 26 de novembre i van durar fins dissabte 29 de novembre, matant 164 persones i ferint-ne almenys 308.